# Čechočovice
Čechočovice (německy Czechoczowitz, Tschechotschowitz, dříve (rok 1880) i Čechovice) jsou obec nacházející se na západě Moravy, v okrese Třebíč v Kraji Vysočina. Leží asi šest kilometrů západně od centra města Třebíče a 3,5 kilometru od jeho západního okraje. Čechočovice leží na severním svahu Zadní hory směrem do údolí Stařečského potoka, nadmořská výška obce je 510 až 490 metrů nad mořem. Obcí protéká Markvartický potok. Žije zde 346 obyvatel.
Sousedními obcemi sídla jsou Stařeč, Hvězdoňovice, Krahulov a Markvartice.

## Název
Starší podoba jména vsi byla Těchočovice a byla založena na osobním jméně Těchoč, což byla domácká podobě některého jména obsahujícího -těch- (např. Těchobud, Těchomysl, Beztěch). Výchozí podoba Těchočovici byla pojmenováním obyvatel vsi a znamenala "Těchočovi lidé". Podoba Čechočovice je doložena poprvé k roku 1447.

## Geografie
Čechočovicemi ze severu na jih prochází silnice spojující silnici II/410 (s nedalekou odbočkou na nádraží Stařeč) a silnici I/23. Severně z křižovatky silnice II/410 pak vychází užitková silnice ke Steklému rybníku a přilehlé chatové oblasti. Západně z Čechočovic vychází užitková silnice směrem ke koupališti a dále k silnici I/23, silnice I/23 vede přes území obce ze západu na východ z Markvartic do Červené Hospody. Podél jižní hranice území obce prochází silnice II/410 z Rokytnice nad Rokytnou do Starče. Z východu na západ a sever přes zastavěné území obce a dále podél železniční tratě vede cyklostezka 5212. Přes západní okraj obce prochází žlutá turistická trasa Třebíčský okruh, ze západu na východ přes území obce prochází modrá turistická trasa a část severní hranice území obce tvoří zelená turistická trasa, která vede podél Steklého rybníka. Ze severu na jih vede přes území obce a západně a jižně od zastavěného území obce železniční trať Znojmo–Okříšky, zhruba půl kilometru jižně od zastavěného území obce se nachází nádraží Stařeč. 
Větší část obce je využívána zemědělsky, jihozápadní část obce je však zalesněným svahem Zadní hory, dalším izolovaným lesním porostem je les nedaleko trati Pod Kopcem a na severním okraji území obce je zalesněna oblast mezi kopci Bílá hora a Markvartický vrch. 
Přes zastavěné území obce ze západu na východ teče nepojmenovaný potok, ten se pak v Pastvištním rybníku vlévá do Stařečského potoka. Velkou část severovýchodní hranice tvoří Stařečský potok, který protéká přes Steklý rybník a rybníky Parný mlýn a Pastvištní, všechny těsně přiléhají k území obce.
Území obce je značně kopcovité, nadmořská výška se pohybuje od cca 500 metrů nad mořem v zastavěné části obce nebo u Steklého rybníka (tj. východní část území) po 600 metrů na západním okraji území obce. V izolovaném lesním porostu u silnice I/34 se nachází nepojmenovaný vrchol s kótou 544 m, téměř uprostřed území obce se nachází Bílá hora (542 metrů), v zalesněné oblasti nad Steklým rybníkem se nachází dva nepojmenované vrcholy s kótami 545 a 569 metrů. Těsně za severozápadní hranicí obce se nachází Markvartický vrch (607 metrů), jižně od území obce se nachází Zadní hora (634 metrů). 
Zastavěné území obce se nachází na jižním a jihovýchodním okraji území obce, u Steklého rybníka se nachází větší množství chat, u rybníka Parný mlýn se těsně za hranicí území obce nachází Parný mlýn.

## Historie
První písemná zmínka o obci pochází z roku 1358 (Tyechosschouicz). V době 14. a 15. století byla obec samostatná, zpočátku patřila obec pánům z Čechočovic, již v roce 1371 byla část obce prodána Bočkovi ze Slavic (ten však je uváděn jako Boček z Čechočovic), zbytek obce pak zakoupil až roku 1386. Rodu Bočka z Čechočovic obec patřila až do roku 1493. V roce 1493 byla obec prodána bratrům Kryštofovi a Heřmanovi z Rochova.
V roce 1499 pak byla obec prodána Zdeňkovi a Burianovi z Valdštejna, posléze patřila obec Zdeňkovi Brtnickému, ale tomu pak byla obec konfiskována za jeho roli ve stavovském povstání. Po roce 1622 pak obec patřila podplukovníkovi Cerbonimu, ale roku 1643 po bitvě Švédů o Sádek byla obec téměř zničena. V roce 1678 pak obec získali Waldorfové a ke konci 18. století pak obec získaly Chorynští. Těm pak obec patřila až do roku 1945. V roce 1920 byla v obci založena škola.
Do roku 1849 patřily Čechočovice do sádeckého panství, od roku 1850 patřily do okresu Jihlava, pak od roku 1855 do okresu Třebíč. Mezi lety 1980 a 1990 byla obec začleněna pod Stařeč, následně se obec osamostatnila.

## Obyvatelstvo
| Rok            | 1869 | 1880 | 1890 | 1900 | 1910 | 1921 | 1930 | 1950 | 1961 | 1970 | 1980 | 1991 | 2001 | 2011 | 2021 |
| -------------- | ---- | ---- | ---- | ---- | ---- | ---- | ---- | ---- | ---- | ---- | ---- | ---- | ---- | ---- | ---- |
| Počet obyvatel | 254  | 218  | 236  | 248  | 263  | 299  | 341  | 343  | 346  | 339  | 313  | 295  | 283  | 265  | 322  |
| Počet domů     | 35   | 34   | 34   | 36   | 40   | 49   | 65   | 83   | 82   | 78   | 89   | 99   | 103  | 109  | 128  |

## Obecní symboly
Znak a vlajka byly obci uděleny rozhodnutím předsedy Poslanecké sněmovny Parlamentu České republiky dne 15. prosince 1998.

## Politika
Do roku 2022 byl starostou Oldřich Špaček, od roku 2022 zastává funkci starosty Petr Drábek.

### Volby do Poslanecké sněmovny
|       | 2006                | 2010                | 2013                | 2017                | 2021                  |
| ----- | ------------------- | ------------------- | ------------------- | ------------------- | --------------------- |
| 1.    | ČSSD (46,59 %)      | ČSSD (32,23 %)      | KSČM (24,52 %)      | ANO (32,69 %)       | ANO (30,61 %)         |
| 2.    | ODS (21,02 %)       | KSČM (21,05 %)      | ČSSD (22,64 %)      | SPD (20,51 %)       | SPOLU (20,4 %)        |
| 3.    | KSČM (19,31 %)      | ODS (11,18 %)       | ANO 2011 (22,64 %)  | KSČM (14,74 %)      | Piráti+STAN (11,73 %) |
| účast | 78,92 % (176 z 223) | 69,72 % (152 z 218) | 69,10 % (161 z 233) | 67,67 % (157 z 232) | 74,90 % (197 z 263)   |

### Volby do krajského zastupitelstva
|      | 1.             | 2.                          | 3.                       | účast               |
| ---- | -------------- | --------------------------- | ------------------------ | ------------------- |
| 2000 | KSČM (35,13 %) | 4KOALICE (18,91 %)          | SNK (10,81 %)            | 33,77 % (78 z 231)  |
| 2004 | KSČM (32,81 %) | ODS (18,75 %)               | KDU-ČSL (15,62 %)        | 29,09 % (64 z 220)  |
| 2008 | ČSSD (46,31 %) | KSČM (25,26 %)              | KDU-ČSL (7,36 %)         | 43,95 % (98 z 223)  |
| 2012 | ČSSD (38,09 %) | KSČM (27,38 %)              | SPOZ (5,95 %)            | 42,06 % (98 z 233)  |
| 2016 | KSČM (25,47 %) | ANO 2011 (19,81 %)          | SPD+SPO (16,03 %)        | 46,9 % (106 z 226)  |
| 2020 | ANO (28,26 %)  | Piráti (16,3 %)             | KSČM (13,04 %)           | 35,8 % (92 z 257)   |
| 2024 | ANO (39,79 %)  | SPD+Trikolora+PRO (13,26 %) | ODS+TOP 09+STO (12,24 %) | 37,64 % (102 z 271) |

### Prezidentské volby
V prvním kole prezidentských voleb v roce 2013 první místo obsadil Miloš Zeman (61 hlasů), druhé místo obsadil Jiří Dienstbier (31 hlasů) a třetí místo obsadil Jan Fischer (27 hlasů). Volební účast byla 77,68 %, tj. 181 ze 233 oprávněných voličů. V druhém kole prezidentských voleb v roce 2013 první místo obsadil Miloš Zeman (129 hlasů) a druhé místo obsadil Karel Schwarzenberg (30 hlasů). Volební účast byla 69,43 %, tj. 159 ze 229 oprávněných voličů.
V prvním kole prezidentských voleb v roce 2018 první místo obsadil Miloš Zeman (99 hlasů), druhé místo obsadil Jiří Drahoš (22 hlasů) a třetí místo obsadil Pavel Fischer (14 hlasů). Volební účast byla 74,35 %, tj. 171 ze 230 oprávněných voličů. V druhém kole prezidentských voleb v roce 2018 první místo obsadil Miloš Zeman (124 hlasů) a druhé místo obsadil Jiří Drahoš (46 hlasů). Volební účast byla 73,28 %, tj. 170 ze 232 oprávněných voličů.
V prvním kole prezidentských voleb v roce 2023 první místo obsadil Andrej Babiš (78 hlasů), druhé místo obsadil Petr Pavel (51 hlasů) a třetí místo obsadil Jaroslav Bašta (21 hlasů). Volební účast byla 76,45 %, tj. 198 ze 259 oprávněných voličů. V druhém kole prezidentských voleb v roce 2023 první místo obsadil Andrej Babiš (107 hlasů) a druhé místo obsadil Petr Pavel (94 hlasů). Volební účast byla 77,31 %, tj. 201 ze 260 oprávněných voličů.

## Zajímavosti a pamětihodnosti
- V zahradě domu čp. 19 stávala tvrz ze 14. století, měla být zničena po roce 1499
- Rybník Steklý
- Zadní hora – kopec nedaleko obce

## Galerie

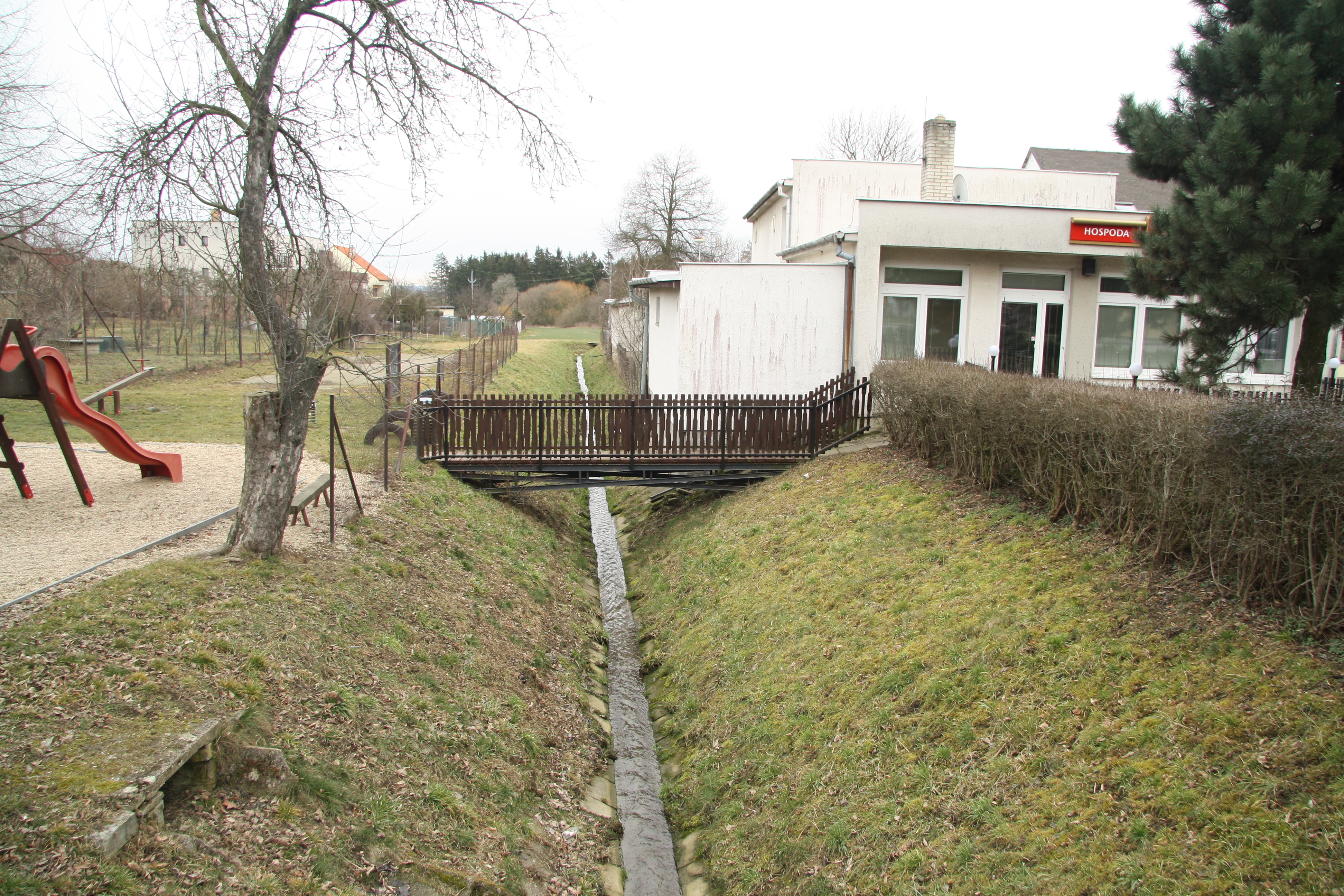
Potok
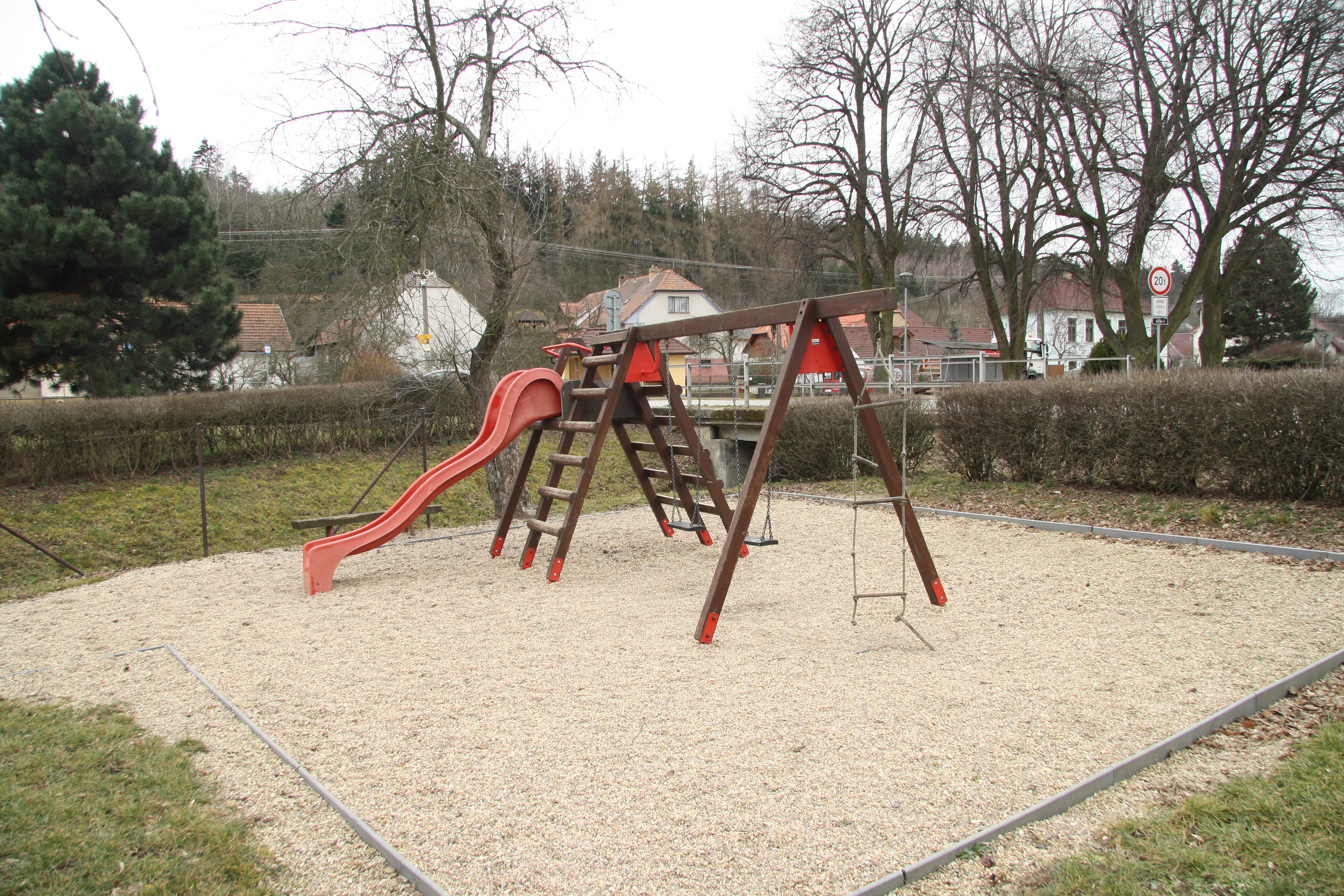
Hřiště
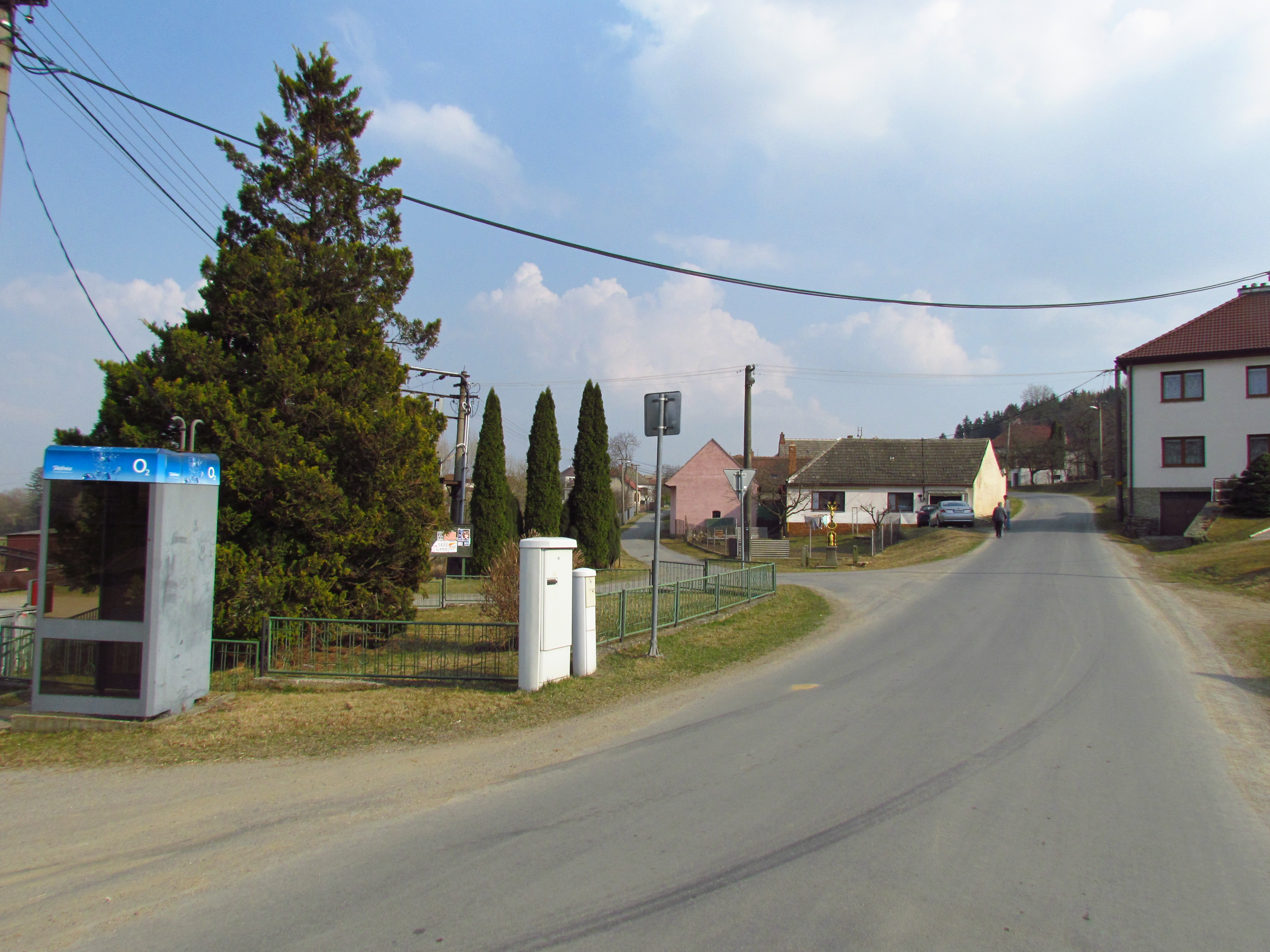
Centrum
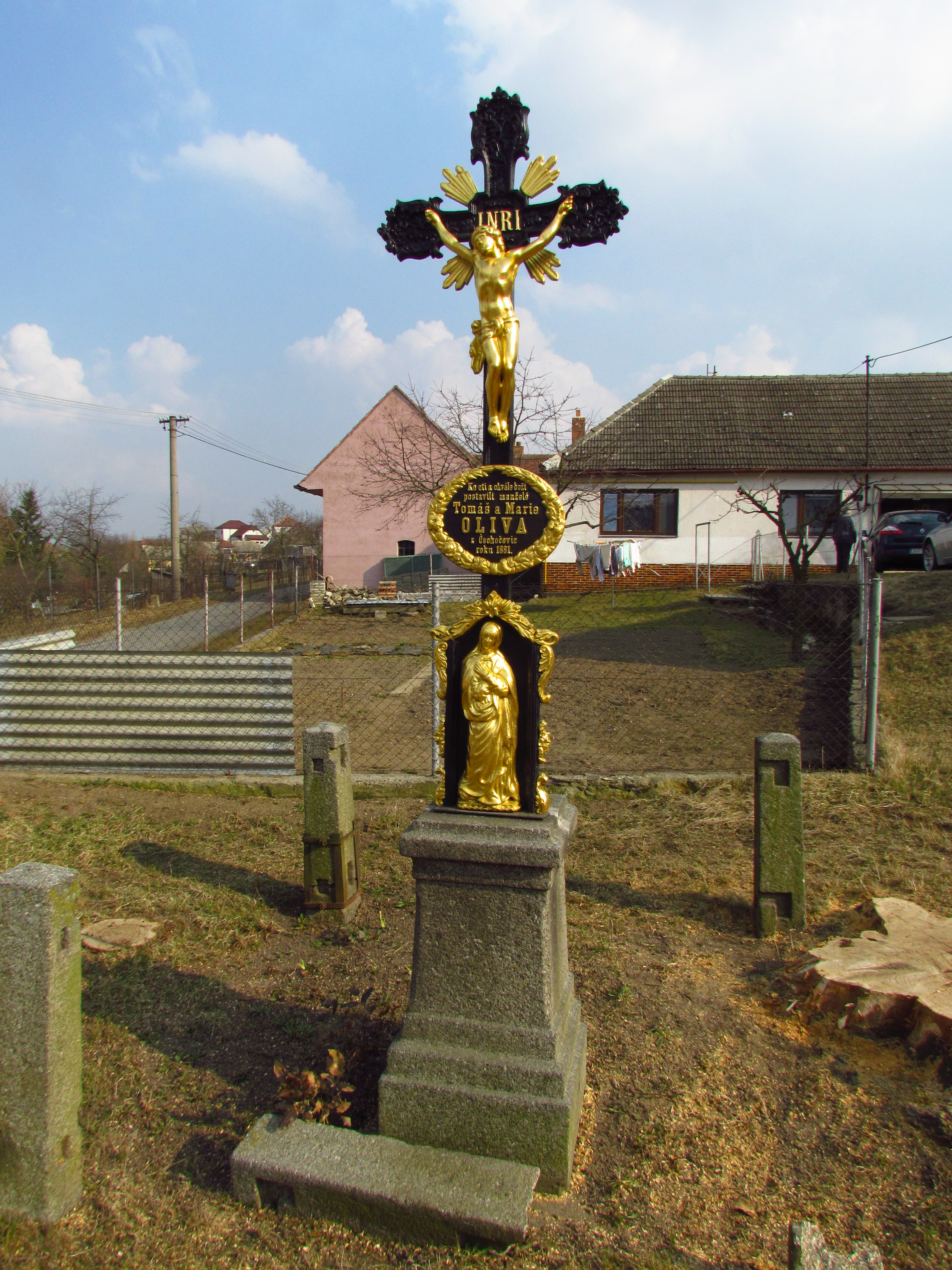
Křížek
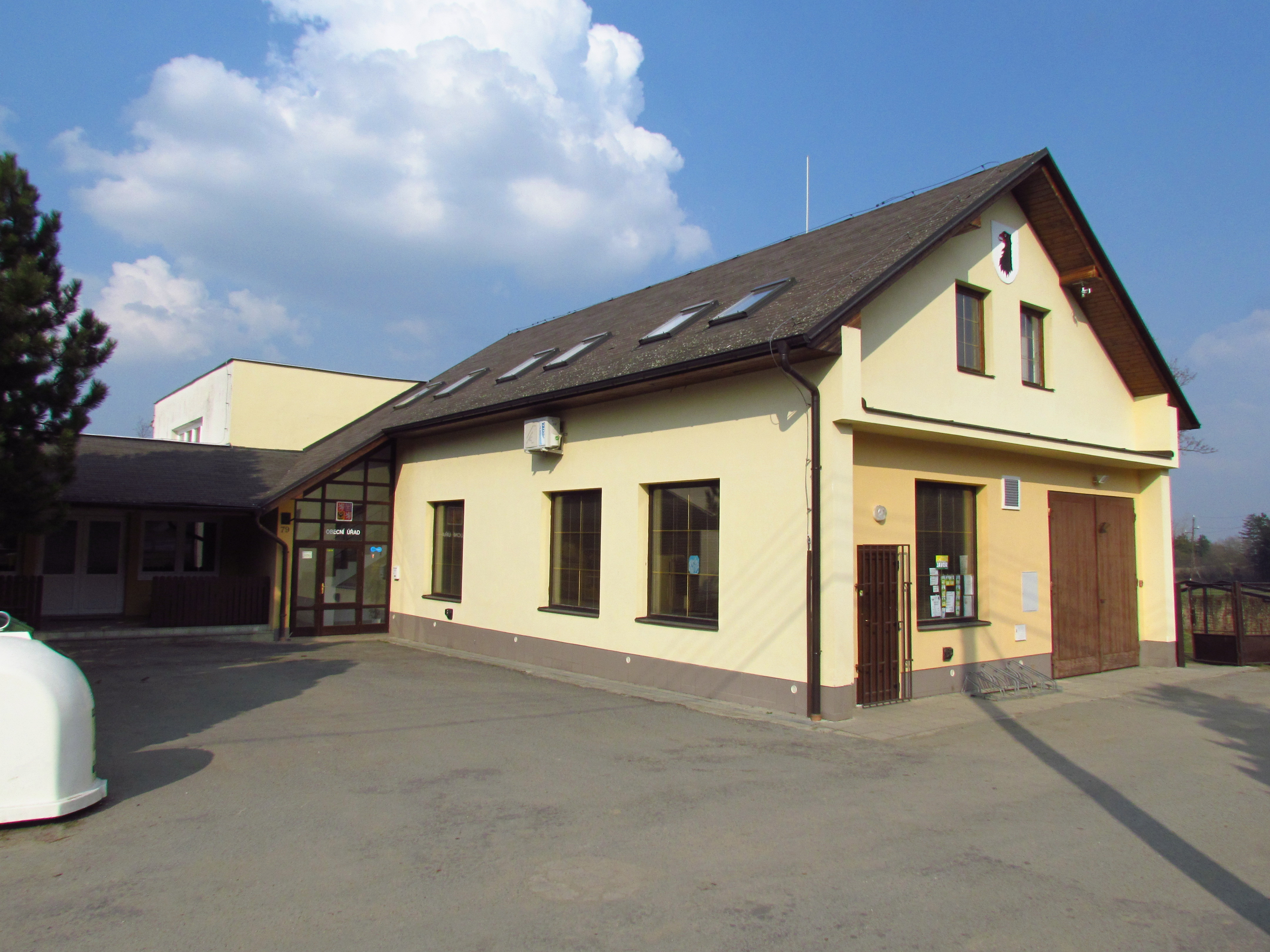
Obecní úřad
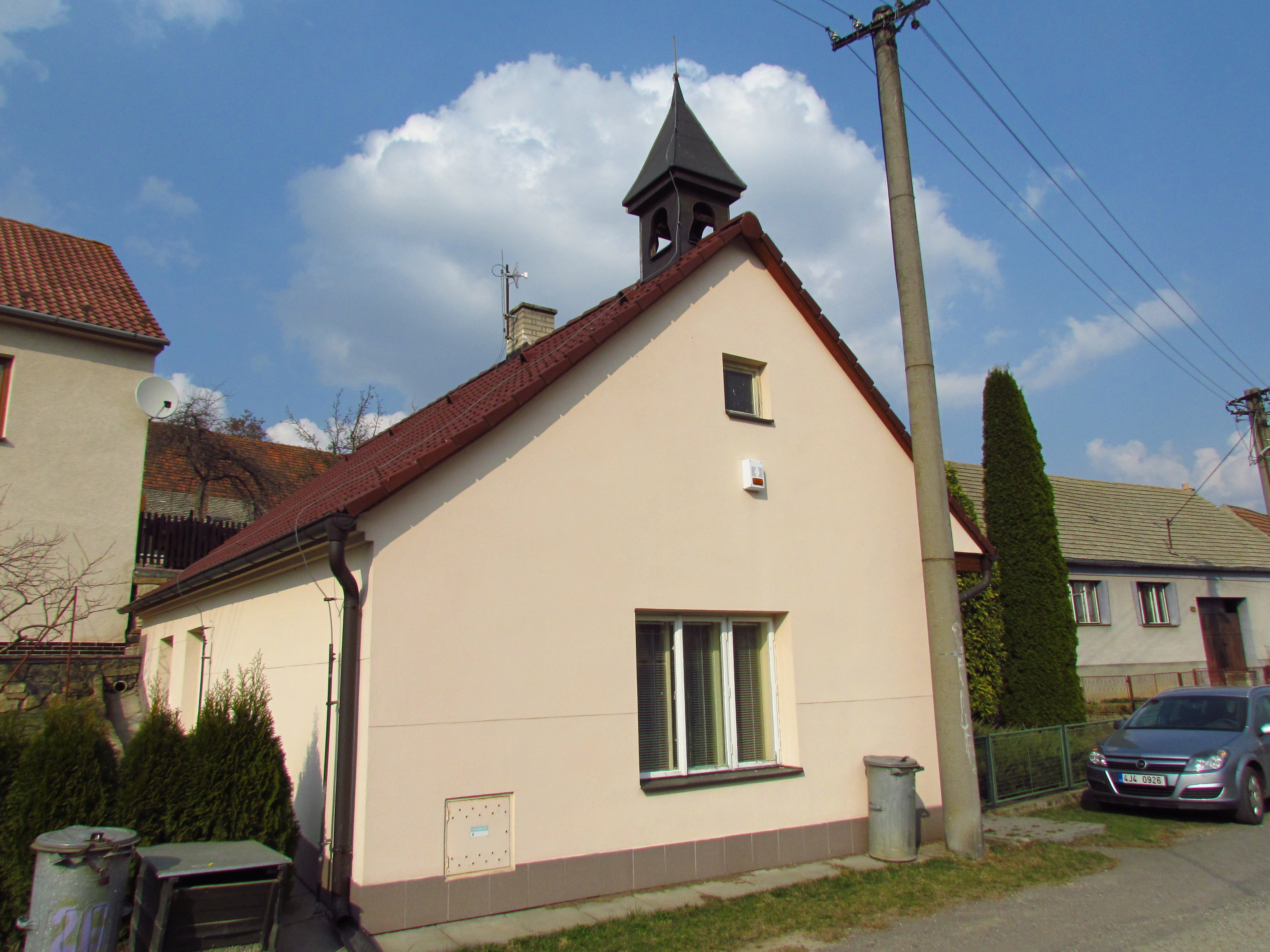
Knihovna a zvonička